# ویکتور ویلیگر
ویکتور ویلیگر(به انگلیسی: Victor Villiger) شیمیدان آلمانی-سوئیسی است که عمده شهرتش به دلیل کشف اکسایش بایر–ویلیگر در شیمی آلی است. وی همچنین سابقه کار در شرکت شیمیایی ب آ اس اف از ۱۹۰۵ را در کارنامه خود داشت.